# Talle Bamazi
 (janvier 2024).
Talle Bamazi est un artiste peintre et conservateur togolais basé à Columbus, dans l'Ohio.

## Biographie

### Enfance et éducation
Né dans le nord du Togo, au sein de l'ethnie Kabiye, Bamazi a commencé sa carrière artistique en tant qu'apprenti de son oncle, un artiste togolais traditionnel. Bien qu'il ait étudié l'architecture à Lomé, il est rapidement revenu à la peinture et a développé son propre style, qui fait le lien entre l'art traditionnel africain et l'art moderne contemporain.
Après avoir déménagé aux États-Unis, il a étudié à l'Art Students League of New York et a obtenu une maîtrise en beaux-arts à la New York Academy of Art. Il est actuellement l'artiste principal en résidence au King Arts Complex, où sa série monumentale de portraits grandeur nature d'artistes noirs de la région de Columbus, autrefois exposée au Columbus Museum of Art, est désormais accrochée dans le théâtre historique Pythian.

## Galerie KIACA
De 2004 à 2011, Bamazi a exploité une galerie appelée KIACA (Kabiye Impact Contemporary African Art), qui était la seule galerie appartenant à des Noirs dans le célèbre quartier des arts de Columbus, le Short North, et l'une des rares galeries appartenant à des Noirs dans la ville. KIACA a servi d'incubateur de talents influent pour de nombreux artistes africains et afro-américains de la région de Columbus, y compris le peintre psychédélique April Sunami (en) .

## Expositions notables
Le travail de Bamazi a été présenté au Columbus Museum of Art, où il a eu une exposition personnelle en 2008 et une exposition personnelle à venir ("The Flying Calabash Man") en 2020, ainsi qu'au National Afro-American Museum and Cultural Center de Wilberforce, Ohio. Ses autres expositions personnelles incluent les galeries Columbus City Hall, Welancora, Karma et Brecht Forum à New York et le Goethe Institut à Lomé. Son travail a également été présenté dans des expositions collectives au Museum of Science and Industry de Chicago, au African American Museum de Hempstead, NY, et au Museum of Contemporary African Diasporan Arts de Brooklyn, NY.

## Récompenses et honneurs
Bamazi a été reconnu, aux côtés de la récipiendaire de la bourse MacArthur "Genius" Aminah Robinson, lors du 27e gala annuel du King Arts Center en 2014.

## Médias
Bamazi est fréquemment apparu sur "Good News", Time Warner Cable Channel 23, et a animé sa propre émission de télévision autour des arts pendant sa jeunesse à Lomé. Son travail a été présenté dans Art in America, Monarch Magazine, C-BUS Magazine, Valentine New York Art Magazine et Diva Magazine, entre autres.